# Argeovci

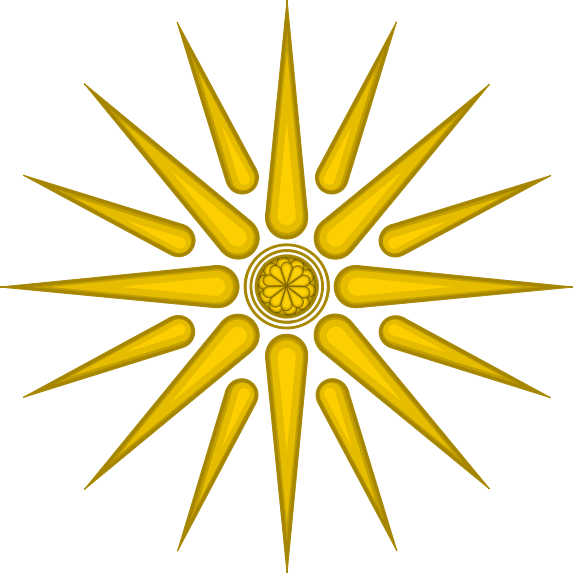
Zlaté slunce - znak Argeovců

Argeovci byla makedonská královská dynastie, která je zároveň nejstarší známá dynastie v Makedonii, vládnoucí v letech 808–309 př. n. l. Nejstarší známý historicky doložený její člen je Karanos, který vládl Makedonii na začátku 8. století př. n. l..
O několik století později Filip II. Makedonský během své vlády rozšířil moc Makedonie nad celé Řecko, ale až jeho synovi, Alexandrovi Makedonskému se podařilo dokončit toto sjednocení Řecka pod Makedonskou vládu a s jeho spojenými vojsky poté vyrazil na slavnou vojenskou výpravu, která ho dovedla až k hranicím Indie, přitom porazil perskou říši a osvobodil od její nadvlády Egypt.
V rozlišování panovnických rodů v Makedonii se v tomto období stáváme svědky přerodu jedné dynastie v novou, ačkoliv její členové jsou přímými potomky dynastie předcházející. Je to právě z důvodu Alexandrova tažení, které vytvořilo do té doby nevídanou říši, jejímž zakladatelem byl právě Alexandr Makedonský. V rámci Makedonie a Řecka samotného však byl vnímán jako další člen dynastie Argeovské, zatímco v dobytých územích byl považován za panovníka nové dynastie, v současnosti označované jako Makedonská.
Po jeho smrti se však moc jeho dynastie stala více-méně pouze formální a říše se rozpadla na několik států a i v Makedonii samotné byli nahrazeni novou dynastií, když byl Alexandr IV. Aigos zavražděn Kassandrem, který uchvátil vládu nad Makedonií a byl prvním panovníkem Makedonie z nové dynastie, Antipatrovské.

## Členové dynastie
- 808 – 778 Karanos
- kolem poloviny 8. století př. n. l. Koinos
- koncem 8. století př. n. l. Tyrimnas
- 700 – 678 Perdikkás I.
- 678 – 640 Argaios I.
- 640 – 602 Filip I.
- 602 – 576 Aeropos I.
- 576 – 547 Alketás
- 547 – 498 Amyntás I.
- 498 – 454 Alexandr I.
- 454 – 413 Perdikkás II.
- 413 – 399 Archeláos
- 399 – 396 Orestes
- 396 – 393 Aeropos II.
- 393 Amyntás II.
- 393 Pausanias
- 393 Amyntás III.
- 393 – 392 Argaios II.
- 392 – 370 Amyntás III. (znovu dosazen)
- 370 – 368 Alexandr II.
- 368 – 359 Perdikkás III.
- 359 – 356 Amyntás IV.
- 359 – 336 Filip II.

### Makedonská dynastie
- 336 – 323 Alexandr III. Veliký
- 323 – 317 Filip III. Arrhidaios (až do své smrti spoluvládce a regent Alexandra IV.)
- 323 – 310 Alexandr IV. Aigos